# 聖光學院中學校及高等學校
聖光學院中學校及高等學校，簡稱聖光學院或聖光，是位於日本神奈川縣橫濱市中區瀧之上地區的一所完全中學。
近年来畢業學生錄取东京大学的人数都進入全日本排名前10位，在2017年至2021年期間曾被文部科學省列為超級科學高中；此外，以高中升學為主題的漫画《東大特訓班2》中的「龍山高校」的校舍即以本校為原型所繪。
学校的吉祥物是“温柔企鹅”，為穿著學生制服、帶著紅色大禮帽的企鵝。

## 歷史
1952年天主教教育修士會在聖光學院位於橫濱市的現址開辦外國人子弟學校，1954年進一步在東京開設聖瑪麗國際學校，位於橫濱市的校地則在1956年先開辦「小百合幼稚園」後，於1958年開辦「聖光學院中學校」，1961年再接著開辦「聖光學院高等學校」。

## 社團活動

### 運動社團
- 中學籃球：2004年在神奈川縣大會取得冠軍（史上首家私立學校得冠）
- 高校籃球
- 中學棒球（軟式）
- 高校棒球（軟式）
- 中學足球
- 高校足球
- 硬式網球
- 軟式網球
- 羽毛球
- 拳術
- 劍術
- 柔道
- （日本的）少林拳
- 游泳
- 乒乓
- 排球
- 田徑賽

### 文化社團
- 吹奏樂
- 電腦
- 研究交通
- 吉他
- 生物
- 物理科學
- 美術
- 管弦樂隊
- 地學天文學
- 地歴巡検
- 合唱
- 圍棋·象棋：2005年在第2回文部科學大臣杯小·中學校圍棋團體戰全國大會 中學生部門獲得了第三名
- 好奇的乔治 （页面存档备份，存于）研究

## 著名的畢業校友
- 小田和正（音樂家）
- 鈴木康博（音樂家）
- 角澤照治（朝日電視臺廣播員）
- 松本純（眾議院議員）
- 杉村太郎（我究館會長、プレゼンス會長、作家）
- 鐸木能光（作家、音樂家）
- 大西卓哉(宇航员)
- 荒川龙太(赛艇运动员)

## 外部連結
- 聖光學院官方主頁 （页面存档备份，存于）
- （日語） 聖光学院中学校・高等学校的Facebook專頁